# 유하 (고광애후)
유하(劉賀, ? ~ ?)는 전한의 제후로, 성양강왕의 손자이다.

## 행적
아버지 유훈의 뒤를 이어 고광후(高廣侯)에 봉해졌다.
시호를 애(哀)라 하였고, 아들 유복이 작위를 이었다.

## 출전
- 반고, 《한서》 권15하 왕자후표 下

| 선대 아버지 고광절후 유훈 | 전한의 고광후 ? ~ ? | 후대 아들 고광질후 유복 |